# (32267) Hermannweyl
(32267) Hermannweyl (2000 PS1) – planetoida z pasa głównego asteroid okrążająca Słońce w ciągu 4,67 lat w średniej odległości 2,79 j.a. Odkryta 1 sierpnia 2000 roku.